# Lotte Furreg
Charlotte „Lotte“ Furreg, geborene Charlotte Mestian, auch Lotte Furegg (* 17. Juli 1873 in Petersdorf, Mähren; † 21. Oktober 1961 in Wien) war eine österreichische Politikerin der Großdeutschen Volkspartei (GdP).

## Leben
Furreg stammte aus einer protestantischen Familie in Mähren. 1895 heiratete sie den gebürtigen Grazer Karl Furreg, mit dem sie zwei Söhne hatte. Die Familie zog 1901 nach Wien. Sie war Hausfrau. 

## Politische Funktionen
- 1924: Erste Vorsitzende-Stellvertreterin und Vertreterin von Wien/Wieden im Hauptausschuss des Verbandes Deutscher Frauen "Volksgemeinschaft"
- Mitglied der Reichsparteileitung der GdP

## Politische Mandate
- 27. August 1920 bis 9. November 1920: Mitglied der Konstituierenden Nationalversammlung, GdP
- 23. April 1923 bis 20. November 1923: Mitglied des Nationalrates (I. Gesetzgebungsperiode), GdP